# Marco Tullio Decula
Marco Tullio Decula (latino: Marcus Tullius Decula) (fl. I secolo a.C.) è stato un politico della Repubblica romano.

## Biografia
Fu console nell'81 a.C. con Gneo Cornelio Dolabella, durante il periodo della dittatura di Lucio Cornelio Silla. Per tale motivo il potere dei due consoli fu solo nominale, dato che il potere era solo nelle mani di Silla.